# Kubusdælda
Die Kubusdælda (norwegisch für Würfeltal) ist ein steilwandiges und mit Gletschereis angefülltes Tal im ostantarktischen Königin-Maud-Land. In den Filchnerbergen der Orvinfjella liegt es zwischen den Bergen Kubus und Klevekampen.
Luftaufnahmen und Vermessungen der Dritten Norwegischen Antarktisexpedition (1956–1960) dienten der Kartierung. Benannt ist das Tal in Anlehnung an die Benennung des Bergs Kubus.